# Бугон
Бугон (фр. Bougon) насеље је и општина у западној Француској у региону Поату-Шарант, у департману Де Севр која припада префектури Ниор.
По подацима из 2011. године у општини је живело 179 становника, а густина насељености је износила 15,3 становника/km². Општина се простире на површини од 11,7 km². Налази се на средњој надморској висини од 104 метара (максималној 137 m, а минималној 80 m).

## Демографија
| 1962. | 1968. | 1975. | 1982. | 1990. | 1999. | 2011. |
| ----- | ----- | ----- | ----- | ----- | ----- | ----- |
| 310   | 327   | 255   | 238   | 209   | 206   | 179   |

График промене броја становника у току последњих година